# Trivia (mitología)

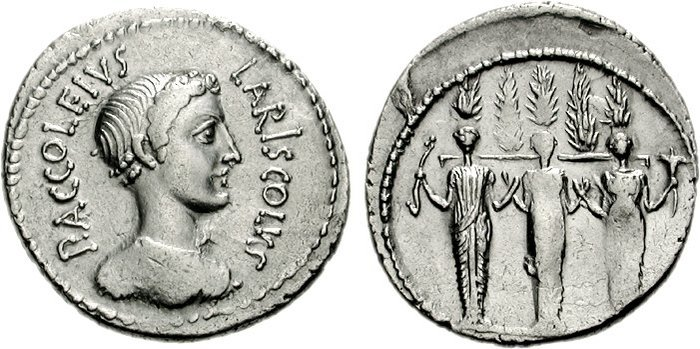
Denario en el que se identifica a Hécate (Sarian, 1992: 1006-1007 n. 246.)

Trivia es la diosa romana de las encrucijadas, mencionada por Ovidio en sus obras.  Los autores romanos la identificaban con Diana  pero desde el Renacimiento se la comenzó a identificar con Hécate.  Se le ofrendaban entrañas de perro.
De acuerdo a Cicerón y Ennio, el Cielo (Caelus) y Trivia fueron los padres de Jano, Saturno y Ops. Según Macrobio (citando a Nigidio Fígulo y Cicerón), Jano y Jana (Diana) son una pareja de divinidades, adoradas como el sol y la luna. Se decía que Jano recibía los sacrificios antes que los demás porque, a través de él, se hacía evidente la vía de acceso a la deidad deseada.
«La Titánida Trivia es Diana, que ha recibido la denominación de Trivia por el hecho de que se pone generalmente en una encrucijada de tres calles (trivium) en las ciudades griegas, o bien porque se dice que es la Luna, que en el cielo se mueve con tres recorridos (tres viae), a lo alto, a lo ancho y a lo largo. Ha recibido la de Titanis porque la engendró, como afirma Plauto, Latona».
A esta diosa se le hacían sacrificios en las encrucijadas y es que Hécate, Diana y Luna son la misma deidad. Trivia tiene tres formas: cabeza derecha de caballo, la izquierda de perro y la del centro de un hombre o bien un cerdo. Tiene poder en el cielo, la tierra y los infiernos.